# Zlatare (Pristina)
Pour les articles homonymes, voir Zlatare.
Zllatar en albanais et Zlatare en serbe latin (en serbe cyrillique : Златаре) est une localité du Kosovo située dans la commune/municipalité de Pristina, district de Pristina (Kosovo) ou district de Kosovo (Serbie). Selon le recensement kosovar de 2011, elle compte 233 habitants, dont une majorité d'Albanais.

## Démographie

### Évolution historique de la population dans la localité
| 1948 | 1953 | 1961 | 1971 | 1981 | 1991 | 2011 |
| ---- | ---- | ---- | ---- | ---- | ---- | ---- |
| 98   | 96   | 108  | 140  | 192  | 273  | 233  |

|  |